# Francis Fane (1er comte de Westmorland)
Francis Fane, 1er comte de Westmorland (1er février 1580 - 23 mars 1629) de Mereworth dans le Kent et de Apethorpe Hall dans le Northamptonshire est un propriétaire terrien et homme politique Anglais qui siège à la Chambre des communes entre 1601 et 1624, puis est élevé à la pairie en tant que comte de Westmorland.

## Origines
Il est le fils aîné survivant et héritier de Thomas Fane (mort en 1589) de Badsell dans la paroisse de Tudeley dans le Kent, et de sa seconde épouse Mary Neville, suo jure baronne le Despenser (c. 1554-1626), héritière de Mereworth en Kent, fille unique et héritière de Henry Nevill, 6e baron Bergavenny (mort en 1587) (un descendant de Ralph Neville (1er comte de Westmorland) (c.1364-1425)) et de sa femme Frances Manners, troisième fille de Thomas Manners (1er comte de Rutland).
Le plus ancien ancêtre enregistré de la famille Fane de Kent est "Henry a Vane" (d.1456/7) de Tonbridge, Kent, trois fois arrière-grand-père de Francis Fane, 1er comte de Westmorland. Selon The Complete Peerage « la longue lignée de descendance galloise, telle qu'elle est donnée dans la Visitation héraldique du Kent 1574, est fausse ». Son frère cadet est George Fane de Burston.

## Carrière

Francis Fane, en robes de couronnement portées le 2 février 1625 ou le 26.

Fane fait ses études à la Maidstone Grammar School dans le Kent et, vers 1595, s'inscrit au Queens' College de Cambridge. Il est admis au Lincoln's Inn le 19 novembre 1597 pour suivre une formation d'avocat.
En 1601, avec le soutien de son proche voisin Henry Brooke, onzième baron Cobham, seigneur du manoir de Cobham, Kent, Fane est élu député du Kent. Il est créé chevalier du bain lors du couronnement du roi Jacques Ier le 25 juillet 1603. Après la disgrâce de Cobham, Fane est élu député de Maidstone en 1604. Il est réélu député de Maidstone en 1614 et en 1621. En 1624, il est élu député de Peterborough, Northamptonshire, près de la maison de sa femme à Apethorpe. Le 29 décembre 1624, il est créé baron Burghersh « dans le comté de Sussex » et comte de Westmorland. À la mort de sa mère le 28 juin 1626, il lui succède comme 4e baron le Despenser, et comme de jure 8e et 6e baron Bergavenny.

## Mariage et enfants

L'épouse de Fane, Mary Mildmay, comtesse de Westmorland.

Le 15 février 1598/99, Fane épouse Mary Mildmay (morte le 9 avril 1640), fille et éventuelle héritière unique d'Anthony Mildmay (mort en 1617), d'Apethorpe Hall près de la ville de Peterborough dans le Northamptonshire, ambassadeur britannique en France, et de son épouse Grace Sherington (1552-1620), fille et cohéritière d'Henry Sherington (alias Sharington) (c. 1518-1581) de l'abbaye de Lacock dans le Wiltshire. De Mary Mildmay, il a sept fils (dont six lui survivent) et six filles:
1. Mildmay Fane (2e comte de Westmorland) (24 janvier 1602-12 février 1666), poète et député.
2. Thomas Fane, mort en bas âge
3. Francis Fane (royaliste) (en) (c. 1611-1681 ?) de Fulbeck, troisième mais deuxième fils survivant. Il est gouverneur royaliste de Doncaster, puis du château de Lincoln. Il est l'arrière-grand-père de Thomas Fane (8e comte de Westmorland).
4. Anthony Fane (1613-1643), colonel de l'armée parlementaire, blessé par balle à la joue lors du siège du château de Farnham le 9 décembre 1642 et décédé à son domicile de Kingston upon Thames au début de l'année suivante[6]. Il épouse Amabel Benn qui, après sa mort, épouse Henry Grey, 10e comte de Kent.
5. George Fane (en) (vers 1616 – avril 1663), cinquième mais quatrième fils survivant. Officier royaliste et plus tard député.
6. Guillaume Fane
7. Robert Fane

- Grace Fane (morte en 1633), qui épouse James Home (2e comte de Home) ;
- Mary Fane (1606-1634), qui après le 18 mai 1625 épouse Dutton Gerard, 3e baron Gerard (1613-1640), petit-fils de Thomas Gerard (1er baron Gérard) (en) ;
- Elizabeth Fane, qui épouse d'une part John Cope, 3e baronnet, d'autre part William Cope, elle est la grand-mère de John Cope ;
- Rachel Fane (1614-1681), épouse de Henry Bourchier (5e comte de Bath) (en) (1593-1654), de Tawstock Court, Devon. Le mariage reste sans enfant, après quoi le comté s'éteint. Sa statue de marbre grandeur nature est dans l'église de Tawstock.
- Catherine Fane, qui épouse Conyers Darcy (2e comte d'Holderness).

Westmorland est enterré à Apethorpe le 17 avril 1629. Une inscription monumentale subsiste dans l'église de Mereworth près de Badsell.